# Тур ОАЭ (женский)
Тур ОАЭ (англ. UAE Tour women) — шоссейная многодневная велогонка, проходящая по территории Объединённых Арабских Эмиратов с 2023 года. Является женской версией мужской гонки Тура ОАЭ.

## История
Гонка была создана в 2023 году и сразу вошла в календарь Женского мирового тура UCI, став первой гонкой такого уровня на Ближнем Востоке.
Маршрут гонки состоит из четырёх этапов. Три этапа имеющих равнинный профиль обычно предназначены спринтерам. Ещё один этап заканчиваются горными финишем на Джабаль-Хафит (10,8 км со средним градиентом 6,6% и максимальным 9%) и рассчитан на горняков. Общая протяжённость дистанции чуть меньше 500 км.
Организатором как и мужской гонки являются спортивный совет Абу-Даби (ADSC)  совместно с RCS Sport, проводящей Джиро д’Италия.
Логотип как и у мужской гонки выполнен в виде семиугольника, символизирующего семь эмиратов образующих ОАЭ, и с использованием цветов национального флага.

## Призёры
| Год  | Победитель          | Второй          | Третий           |
| ---- | ------------------- | --------------- | ---------------- |
| 2023 | Элиза Лонго Боргини | Гайя Реалини    | Сильвия Персико  |
| 2024 | Лотте Копеки        | Нив Брэдбери    | Мави Гарсия      |
| 2025 | Элиза Лонго Боргини | Сильвия Персико | Кимберли Ле Корт |